# Heliconius nigrointerrupta
Heliconius nigrointerrupta är en fjärilsart som beskrevs av Heinrich Neustetter 1931. Heliconius nigrointerrupta ingår i släktet Heliconius och familjen praktfjärilar. Inga underarter finns listade i Catalogue of Life.